# María Teresa Rodríguez (pianista)
María Teresa Rodríguez Rodríguez (Pachuca, Hidalgo, 18 de febrero de 1923 - Ciudad de México, 4 de septiembre de 2013) fue una pianista mexicana. Fue la primera mujer en dirigir el Conservatorio Nacional de Música.

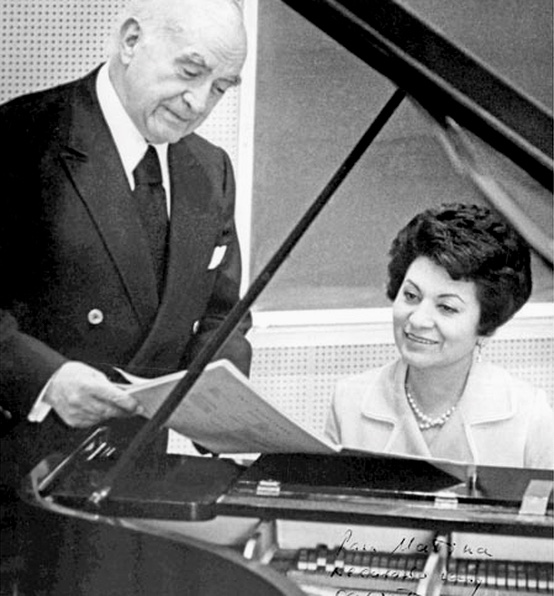
Carlos Chávez y María Teresa Rodríguez

## Estudios y trayectoria
Su madre, María Luisa Rodríguez, fue pianista, y su padre, Rosendo Rodríguez, cantante y organista. Aprendió a tocar el piano a los cuatro años de edad, y debutó a los ocho años, tocando obras de Bach, Mozart, Chopin, Debussy y Beethoven.  Estudió bajo la tutela del maestro, pianista y compositor, Antonio Gomezanda. Se recibió como concertista a los catorce años de edad, teniendo como sinodales en su examen a Manuel M. Ponce, José Rolón y Ferruccio Busoni. Continuó sus estudios en Estados Unidos con el maestro ruso Alexander Borovsky.
En 1952 fue becada por el Instituto Nacional de Bellas Artes (INBA) para estudiar en conciertos en Europa.  De 1960 a 1964 colaboró con Carlos Chávez en su taller de composición en el Conservatorio Nacional de Música de México. Impartió clases en el mismo Conservatorio y fue la primera mujer en dirigirlo de 1988 a 1991. También fue docente en la Escuela Superior de Música. 
Fue solista de las principales orquestas de México, y de orquestas como la Sinfónica de Boston, la Sinfónica de Dallas, la Sinfónica de Cuba, la Filarmónica de Moscú, la Filarmónica de Londres, entre otras. Grabó la obra completa para piano de Carlos Chávez, para RCA en 1981. Ofreció recitales con Manuel M. Ponce, Julián Carrillo y Claudio Arrau.  Actuando con la Orquesta Sinfónica Nacional, fue dirigida por José Pablo Moncayo, y con otras orquestas por Luis Herrera de la Fuente, Eduardo Mata, Kiril Kondrashin, Igor Markevitch, Arthur Fiedler, entre otros grandes directores.  
Asimismo, destacados artistas colaboraron con la maestra Rodríguez, entre los que se cuentan Jean-Pierre Rampal, Henryk Szeryng, Sándor Roth, y Pau Casals.  
Fue miembro del jurado en el Concurso Internacional de Piano Fryderyk Chopin en Varsovia, Polonia, en 1970; del Concurso Internacional Ciudad de Montevideo, en Uruguay, en 1972; y del Concurso Interestatal en San Antonio, Texas, en 1980. En su honor, el Gobierno del Estado de Veracruz instituyó el Premio “María Teresa Rodríguez”. Murió el 4 de septiembre de 2013 en la Ciudad de México.

## Premios y distiniciones
- Húesped distinguida de la ciudad de Denver, Colorado, en 1986.
- Orden al Mérito Cultural otorgada por el gobierno de Polonia por difundir la obra de Chopin, en 1991.
- Premio a la Excelencia Académica del Instituto Nacional de Bellas Artes (INBA) en 1996.
- Homenaje durante el Festival Instrumenta Verano, realizado en Oaxaca en 2005.
- Medalla de Oro de Bellas Artes por el INBA y recital homenaje en el Palacio de Bellas Artes en 2006, por sus 75 años de trayectoria artística.
- Medalla “Pedro María Anaya” por la LIX Legislatura del Congreso del Estado de Hidalgo en 2008.
- Premio Nacional de Ciencias y Artes en el área de Bellas Artes por la Secretaría de Educación Pública en 2008.
- Presea “Juan Crisóstomo Doria” por la Universidad Autónoma del Estado de Hidalgo durante la Feria Universitaria del Libro de 2013.